# Давід Мартінес (футболіст)
Давід Мартінес (ісп. David Martínez, нар. 21 січня 1998, Буенос-Айрес) — аргентинський і парагвайський футболіст, захисник американського клубу «Інтер» (Маямі) та національної збірної Парагваю.

## Клубна кар'єра
Народився 21 січня 1998 року в місті Буенос-Айрес. Вихованець футбольної школи клубу «Рівер Плейт». Дорослу футбольну кар'єру розпочав 2017 року в основній команді того ж клубу, в якій провів два сезони. 
Протягом 2019—2021 років захищав на правах оренди кольори клубу «Дефенса і Хустісія». 2020 року ставав у його складі володарем Південноамериканського кубка.
2021 року повернувся до «Рівер Плейта», звідки 2024 року був знову відданий в оренду, цього разу до американського «Інтера» (Маямі).

## Виступи за збірні
2015 року дебютував у складі юнацької збірної Аргентини (U-17), загалом на юнацькому рівні взяв участь у 6 іграх.
Маючи по матері парагвайське походження, 2021 року прийняв пропозицію захищати на рівні національних команд батьківщину матері і дебютував в офіційних матчах у складі національної збірної Парагваю.
У її складі був учасником розіграшу Кубка Америки 2021 року у Бразилії.
| Дата       | Місто            | Господарі      | Результат               | Гості     | Турнір                          | Голи | Примітки |
| ---------- | ---------------- | -------------- | ----------------------- | --------- | ------------------------------- | ---- | -------- |
| 14-6-2021  | Гоянія           | Парагвай       | 3 – 1                   | Болівія   | Копа Америка 2021 - 1-й етап    | -    | 74'      |
| 24-6-2021  | Бразилія (місто) | Чилі           | 0 – 2                   | Парагвай  | Копа Америка 2021 - 1-й етап    | -    |          |
| 28-6-2021  | Ріо-де-Жанейро   | Уругвай        | 1 – 0                   | Парагвай  | Копа Америка 2021 - 1-й етап    | -    | 57'      |
| 2-7-2021   | Гоянія           | Перу           | 3 – 3 д.ч. (4 – 3 п.п.) | Парагвай  | Копа Америка 2021 - чвертьфінал | -    |          |
| 2-9-2021   | Кіто             | Еквадор        | 2 – 0                   | Парагвай  | Відбір до ЧС 2022               | -    |          |
| 5-9-2021   | Асунсьйон        | Парагвай       | 1 – 1                   | Колумбія  | Відбір до ЧС 2022               | -    | 80'      |
| 9-9-2021   | Асунсьйон        | Парагвай       | 2 – 1                   | Венесуела | Відбір до ЧС 2022               | 1    |          |
| 11-11-2021 | Асунсьйон        | Парагвай       | 0 – 1                   | Чилі      | Відбір до ЧС 2022               | -    |          |
| 16-11-2021 | Барранкілья      | Колумбія       | 0 – 0                   | Парагвай  | Відбір до ЧС 2022               | -    | 76'      |
| 1-2-2022   | Белу-Оризонті    | Бразилія       | 4 – 0                   | Парагвай  | Відбір до ЧС 2022               | -    | 46'      |
| 10-6-2022  | Сувон            | Південна Корея | 2 – 2                   | Парагвай  | товариський матч                | -    | 90+1'    |
| Усього     |                  | Матчів         | 11                      |           | Голів                           | 1    |          |

## Титули і досягнення
- Чемпіон Аргентини (1):

«Рівер Плейт»: 2023
- Володар Південноамериканського кубка (1):

«Дефенса і Хустісія»: 2020
- Володар Суперкубка Аргентини (2):

«Рівер Плейт»: 2019, 2023